# Linia kolejowa Marseille – Ventimiglia
Linia kolejowa Marsylia-Ventimiglia – główna linia kolejowa w południowo-wschodniej Francji. Rozpoczyna się na Gare de Marseille-Saint-Charles i kończy się na stacji Ventimiglia, we Włoszech. Biegnie wzdłuż Wybrzeża Lazurowego.
Linia jest bardzo kręta, co powoduje dość długi czas podróży, dlatego planowana jest budowa nowej linii dużej prędkości, która znacznie skróci czas podróży pomiędzy Niceą a Paryżem.